# 晉平公

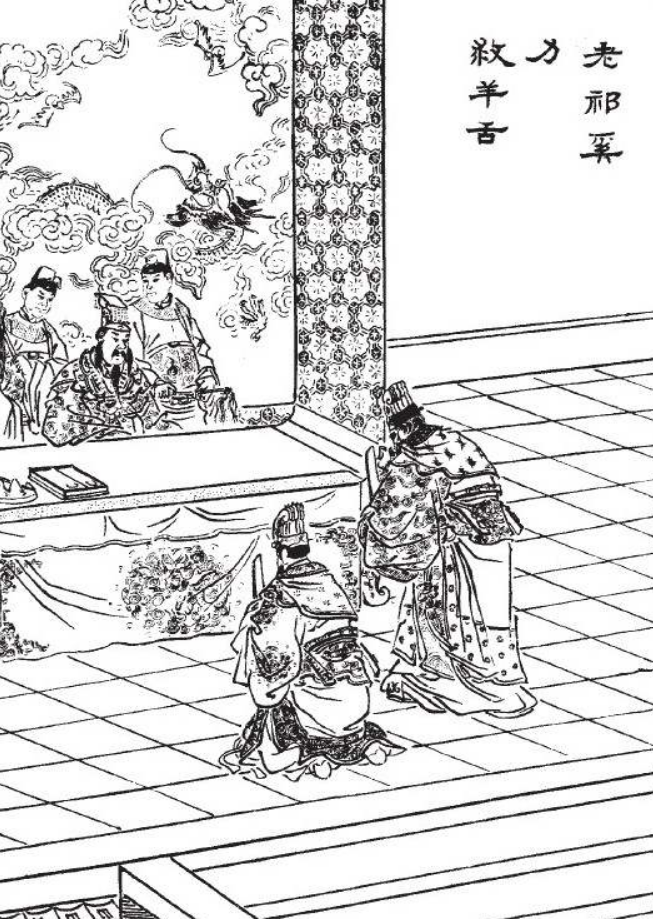
小说《东周列国志》插画：老祁奚力救羊舌；坐者为晋平公。

晉平公（？—前532年），姬姓，名彪，双字谥庄平，又称晋庄平公，晋悼公嫡子，杞桓公外孙。即位之初（前557年），與楚國發生湛阪之戰，獲得勝利。
後來，令祁黃羊舉賢，祁黃羊先後推薦仇人解狐和兒子祁午，留下“內舉不避親，外舉不避仇”的美譽。二度有疾，魯昭公元年（前541年），求醫於秦國。秦景公派遣醫和往診，醫和診病後說：“疾不可為也，是謂近女室，疾如蠱，非鬼非食，惑以喪志”。
在位期間執政大夫為：荀偃、士匄、趙武、韓起、魏絳、欒盈、荀吳、荀盈、程鄭、范鞅、魏舒、趙成、荀躒。

## 相关典故

### 师旷撞琴
晋平公和臣子们在一起喝酒。酒喝得正高兴时，他歎了一口氣说：“没有甚麼事比做君王更快乐的了！只有君王講的话没人敢反抗！”盲人乐师师旷正在旁边陪坐，听了这话，便拿起琴朝他敲去。晋平公连忙提起衣服躲開。琴在墙壁上敲坏了。晋平公说：“大师， 您敲谁呀？”师旷故意答道：“刚才有个小人在您旁邊胡說八道，因此我气得要敲他。”晋平公说：“说话的是寡人呀。”师旷说：“哎呀！这不是为人君王的人應該说的话啊！”后来，晋平公要求手下不要清理掉墙上琴敲过的痕迹，以便给自己留下个警戒。

### 炳烛而学
晋平公对师旷说：“我已经是七十岁的人了，想要学习，恐怕太晚了吧？” 师旷说：“那为什么不赶快把火把点起来？”晋平公生气地说：“哪有做臣子的戏弄他的君王的呢？”师旷就认真地对他说：“瞎眼的臣子怎么敢戏弄他的君王啊！我听说：‘少年的时候好学，就如同日出时的阳光；壮年的时候好学，就如同太阳在中午时的光明；老年的时候好学，就如同点亮火把的光亮。’点亮了火把的光亮，和黑暗中行走哪个更好呢？” 晋平公听后，称赞师旷讲得很好。这一著名典故出自西汉刘向的《说苑》，但真实性存疑。晋平公在位26年，而其父晋悼公28岁英年早逝。据此推断，晋平公去世时应该只有40岁左右。

### 杜蒉扬觯
知悼子死了，还没有下葬。平公饮酒作乐，师旷、李调陪伴侍奉，敲击编钟（演奏乐曲）。杜蒉从外面来，听到编钟声，说：“平公在哪？”仆人说：“在寝宫。”杜蒉前往寝宫，拾阶而上。斟酒道：“师旷乾了这杯。”又斟酒道：“李调乾了这杯。”又斟酒，在大厅的北面面对平公坐下乾了酒。走下台阶，跑着出去。
平公喊他进来，说：“蒉，刚才我心想你可能要开导我，因此不跟你说话。你罚师旷喝酒，是为什么啊？”杜蒉说：“子日和卯日不演奏乐曲（据说夏朝的桀王逃亡在山西安邑县于乙卯日死亡；商朝的纣王在甲子日自焚死亡。后代君王引以为戒，以子卯日为‘疾日’，不演奏乐曲）。知悼子还在堂上停灵，这事与子卯日相比大多了！师旷，是太师啊。他不告诉您道理，因此罚他喝酒啊。”“你罚李调喝酒，又是为什么呢？”杜蒉说：“李调，是君主身边的近臣。为了一点喝的一点吃食忘记了君主的忌讳，因此罚他喝酒啊。”“你自己罚自己喝酒，又是为什么呢？”杜蒉说：“我杜蒉，膳食官而已，不去管刀勺的事务，却敢干预对君主讲道理防范错误的事，因此罚自己喝酒。”平公说：“我也有过错啊。斟酒来罚我。”杜蒉洗干净然后高高举起酒杯。平公对侍从们说：“如果我死了，千万不要丢弃这酒杯啊。”直到今天，人们敬完酒后，都要高举酒杯，叫作“杜举”。

### 晋平公游于河
晋平公泛舟黄河，船至中流，他感慨地说：“啊！山川雄伟，景色壮丽，要是能够和天下的名人贤士共享此乐，该有多好啊！”船公固桑听了对他说：“您说错了！利剑产于越地，明珠出自江汉，美玉生在昆山，这三件珍宝都能无足而至，归您所有。如果您真的爱好人才的话，那么贤士名人自然都会投到您的门下。”平公很有些忿忿不平，说：“固桑啊，我门下现有食客三千多人，早饭不够，我晚上就去收租，晚饭不足，我清晨就去催粮。难道能说我不爱惜人才吗？”聪明的固桑看到他执迷不悟，打了个比喻：“大雁穿云破雾，直上九天，靠的是双翼的羽茎。至于腹背的绒毛，多一把或少一把，都无关紧要，不会影响它的飞翔。不知您的食客是双翼的羽茎呢，还是腹背的绒毛呢？”平公语塞，无言以对。

## 子女
- 晋昭公
- 楚灵王夫人，前539年，楚灵王向晋国请求缔结婚姻，前538年，晋国派韩起、叔向送女嫁楚

## 影視作品
- 《東方小故事之可謂公矣》：周景春飾演晉平公。